# Cono il taumaturgo
Cono o Conone di Bida o Bidana in Isauria, detto il taumaturgo (II secolo – Isauria, ...) è stato un vescovo e santo greco antico, venerato dalla Chiesa cattolica e ortodossa.
È celebrato il 5 marzo. Nei racconti agiografici la sua figura è spesso sovrapposta a quella di san Conone l'ortolano.
In greco il nome è Konon, derivante da konos che significa cono; in latino è Conon, che è tradotto in Conone, familiarmente Cono, ma usato anche nelle varianti di Conolo e Conino, oppure unito ad altri nomi, es. Conantonio, come si rileva dai registri parrocchiali.

## Agiografia
La Bibliotheca Sanctorum, alla voce Conone, detto il Taumaturgo, santo, martire in Isauria, antica provincia dell'Asia Minore (odierna Turchia), indica di consultare la vita di Conone l'Ortolano nella quale si scrive che i sinassari bizantini venerano al 5 marzo un altro Conone (...).
A Castelcivita il santo martire e patrono principale, festeggiato il 3 giugno, dies festivitatis, secondo un culto ab immemorabili, è anche vescovo della città di Bidana, come si evince dalla seguente notizia riportata negli Acta Sanctorum martii (5 marzo):
Secondo le antiche notizie ecclesiastiche, l'Isauria era una provincia situata sotto il patriarcato di Antiochia, verso il mar Mediterraneo tra la Panfilia e la Cilicia, a cui Tolomeo attribuì la parte marittima di quella. In quel luogo la sede metropolitana di Seleucia aveva sotto di sé 22 episcopati, tra i quali vi era la città di Bida (o Sbida) della quale il vescovo Conone sottoscrisse il sesto atto del Concilio di Calcedonia. Invece i Greci, più tardi, denominarono Bida un villaggio.
Cono o Conone era oriundo della città di Bidana, situata nel Tauro a 18 stadi (circa 3 o più chilometri) da Isauropoli, la città degli Isauriani e a 40 miglia da Iconio (Konia), e figlio di Nestore e Nada, e visse al tempo degli Apostoli.
Costretto dai genitori a sposarsi, sebbene fosse suo proposito conservare il celibato, riuscì a far condividere il suo parere alla sposa Anna e i coniugi vissero in castità.
L'apostolo Paolo rinunciò ad evangelizzare la regione del Tauro e san Conone «...fu chiamato da Dio allo stato sacerdotale per mezzo dei Serafini e, prontamente, ne eseguì la volontà».
In ogni cosa era guidato dall'arcangelo ed arcistratega Michele, principe delle legioni celesti, il quale, condottolo con sé in cielo, «...ancor fanciullo gli fece contemplare, nel suo splendore, il celeste Re della gloria», gli mostrò una veste bianca, gli insegnò la Fede in Cristo, battezzandolo nel nome della Santa Trinità, autrice della vita e gli rivelò i misteri divini.
L'Arcangelo gli rimase accanto per tutta la vita, assistendolo invisibilmente, e gli conferì il potere di straordinari miracoli, tramite i quali conseguì la santità, persuase Anna a conservare la verginità e convertì i genitori, impartendo loro il battesimo. Si dice che fu d'esempio al padre Nestore, affinché prendesse su di sé, per Cristo, la palma del martirio.
In seguito alla morte del padre, ucciso dai pagani (gli idolatri), riprese nel luogo la ricerca e la disputa tra Conone e questi ultimi, su quale Dio fosse più potente, quello del Santo o quello dei pagani. Si racconta che costoro stavano per andare lontano, verso una grotta oscura, denominata Kaklimi, per preparare una festa al dio Apollo. Si decise, concordemente, che il dio più potente appartenesse a chi fosse arrivato per primo nella grotta. I pagani correvano a cavallo per raggiungere il luogo stabilito, mentre Cono andava a piedi. Nonostante ciò, arrivò egli per primo; tanto li superò nella corsa che, quando tornò indietro, li incontrò che correvano molto sudati ed affannati. Avendo visto questo fatto straordinario, i pagani si meravigliarono di ciò, tuttavia, permanendo nelle loro credenze, cercarono di sapere dall'idolo del demone quale dio fosse più potente. Allora Cono ordinò all'idolo di far scendere il demonio, al quale consegnò i pagani che avevano preparato sacrifici agli dèi; il demonio tenebroso e tartareo, che negava, apertamente, l'esistenza di Dio, fu costretto a riconoscerlo e, avvicinatosi ai piedi di Cono disse: «Esiste un solo Dio, il Cristo, che è da te predicato». 
Allora i pagani si convertirono e dissero ad alta voce: «Uno è il Dio di Conone e il Dio di Conone vinse».
Perciò tali parole sono tuttora proclamate ad alta voce dai fedeli Isauriani, quando si celebra la memoria del Santo Martire (5 marzo).
Frattanto, quando morirono la madre e la sposa, egli si ritirò per condurre una vita di preghiera nell'ascesi. Il Signore lo premiò «...adornandolo di doni, virtù ammirabili e grazie», particolarmente dello spirito di profezia e della scrutazione dei cuori, per i quali condusse molti peccatori sulla via della salvezza e molti giusti a maggior perfezione, operando miracoli.
Fu celebrato soprattutto per il suo potere sui demoni, da cui gli venne l'appellativo di "taumaturgo", cioè operatore di miracoli.
Si dice che Conone ricevette da Dio tanta forza e potere sui demoni, che, alcuni mandava a lavorare la terra e a far la guardia ai frutti, altri chiuse in vasi d'argilla che sigillò, nascose e collocò nelle fondamenta della sua casa da costruire.
Intanto arrivò ad Iconio il prefetto Magnus, incaricato dall'imperatore di far perire i cristiani impenitenti. Egli si recò a Bidana, fece catturare Conone, poiché aveva apertamente predicato Cristo vero Dio e cercò, invano, di convincere Cono a rinnegare la propria fede, offrendogli, in cambio, un sacerdozio pagano; in seguito al suo rifiuto lo fece flagellare crudelmente e incatenare.
Avendo saputo ciò, una moltitudine di popolo, accorsa da Isauropoli, si precipitò a liberarlo e a uccidere il prefetto: dopo che tutti furono illuminati dal Santo e conobbero la verità, credettero in Gesù Cristo. Il prefetto, saputo ciò, fuggì.
Gli Isauriani, avendo liberato Cono dalle catene e pulito il suo corpo dai rivi di sangue, lo portarono nella sua casa, dove visse ancora due anni.
«O glorioso Martire, S. Cono, mi congratulo con voi, che, dopo la vostra beatissima morte, foste innalzato da Dio alla gloria, che ora godete nel Paradiso. Risvegliatemi, vi prego, dal mio letargo, riscaldate il mio cuore nel servizio del Signore, sì che sia tutto ripieno di santa carità. Impetratemi una buona e santa morte; e voi aiutatemi, assistetemi negli ultimi istanti del viver mio, perché, per voi e con voi, possa venire ad amare, ringraziare, benedire e lodare il Signore eternamente, nella gloria Celeste. Così sia».
Dopo la sua morte, i cristiani vollero trasformare in chiesa la sua dimora. Scavando le fondamenta si scoprirono le 30 giare, sigillate ed interrate, dentro le quali erano chiusi gli spiriti maligni. Appena fu aperto uno solo di quei vasi (coloro che costruivano la chiesa credettero che contenesse oro, a motivo del suo peso), subito uscirono due terribili demoni infuriati, che dichiararono di chiamarsi Diomede e Cutonio, i quali ruppero le altre giare, liberando gli altri demoni che, usciti sotto forma di fuoco, si scatenarono nelle loro devastazioni e stramazzarono: i costruttori caddero a terra, la costruzione della chiesa fu sospesa, il legname e le funi bruciarono. Nessuno, certamente, dopo il tramonto del sole, osava andare in quel luogo.
Questa tirannide non fu di lunga durata, perché i cristiani furono liberati per intercessione di san Conone, avendogli offerto preghiere, veglie e digiuni.

### Culto
In Oriente san Cono è festeggiato il 5 marzo con solenne venerazione e, tra i vari inni e odi che cantano l'elogio delle sue gesta, vengono aggiunti i seguenti versi:
«O padre Conone, ai tuoi sordi abbandonati sulla terra, vieni allo stesso Dio con autorità e virtù quasi come Dio».
Fin dalla sera della vigilia, da tutta la regione vicina e anche dall'Isauria tutta intera, i pellegrini, muniti di fiaccole, arrivavano in processione a Bidana per l'ufficio della vigilia, recando pollame, mandrie di buoi e greggi, montoni tra i migliori, bestie da soma ecc. che offrivano al martirion; in cammino e nel santuario di San Conone, essi ripetevano a squarciagola l'acclamazione:
«Uno solo è il Dio di Conone e il Dio di Conone vinse» che i loro antenati avrebbero pronunziato, per la prima volta, quando il Santo distrusse i loro idoli.
È definito osiomàrtus, cioè martire pio, innocente, casto.
Altre due date sono attribuite a Conone l'Isauriano: l'8 marzo nel Menologio di Latysèv e il 4 novembre nel Vaticano 1669.
Il 5 marzo, oltre ad essere venerato dagli Ortodossi e dai greco-cattolici (alcuni il 6), lo è anche dai Maroniti; il 18 marzo, invece, dai Copti-ortodossi e dagli etiopici.
In Occidente, la memoria del martire Conone fu introdotta nel Martirologio Romano al 26 febbraio da Cesare Baronio, associata ai santi Papia, Diodoro e Claudiano, pastori della Panfilia, che subirono il martirio a Perge, nel 250; l'attuale Martirologio Romano lo ricorda il 5 marzo.
La moglie Anna, che visse con lui in verginità, è riportata nello stesso giorno (26 febbraio) nel grande Menologio delle Vergini di Francesco Laherio.
Il padre Nestore, invece, è venerato il 2 marzo in Oriente e il 25 febbraio in Occidente.